# Lechstaustufe Feldheim
Die Lechstaustufe Feldheim ist eine Staustufe des Lechs zwischen Augsburg und Marxheim und liegt am Flusskilometer 1,5 auf dem Gebiet der Gemeinde Niederschönenfeld im Landkreis Donau-Ries.
Betreiber des Laufwasserkraftwerkes ist die Lechwerke AG, die erzeugte Leistung beträgt 8,5 MW bei einer Fallhöhe von 6,8 m.
Das Kraftwerk ist seit 1960 in Betrieb.
Der Ausbaudurchfluss des Kraftwerkes beträgt 165 m³/s, das Regelarbeitsvermögen 50.000 MWh pro Jahr.
Siehe auch: Liste von Wasserkraftwerken in Deutschland